# Dinotrema macrura
Dinotrema macrura är en stekelart som först beskrevs av Thomson 1895.  Dinotrema macrura ingår i släktet Dinotrema och familjen bracksteklar. Inga underarter finns listade i Catalogue of Life.